# Estat de Damasc
L'Estat de Damasc (àrab: دولة دمشق, Dawlat Dimaxq; francès: État de Damas) va ser un dels estats establerts pel general Henri Gouraud al Mandat francès per Síria i el Líban que va seguir la conferència de San Remo i a la derrota del regne àrab de Síria del rei Faisal. Va existir del 1920 al 1924.
Altres estats van ser l'Estat d'Alep (1920), l'Estat dels Alauites (1920/1922), l'Estat de Djebel Drus (1922), el sandjak d'Alexandreta (1923) i l'Estat del Gran Líban (1920) que després fou separat del conjunt i es va convertir més tard en el país modern del Líban.

## Establiment
L'Estat de Damasc va ser creat pel General francès Henri Gouraud per decret de 31 d'agost de 1920, sent proclamat l'1 de setembre de 1920 i entrar en vigor el 2 de setembre de 1920, amb Damasc com a capital. El primer i únic president del nou estat va ser Haqqi Al-Azm. L'estat de Damasc incloïa l'antic valiat otomà de Damasc fins a la línia de demarcació amb els britànics, amb les ciutats d'Homs, Hama i la vall del riu Orontes.
El nou estat de Damasc va perdre quatre qada (districtes) que havien estat part del valiat (província) de Damasc durant el període otomà que foren incorporats al territori cristià de Mont Líban per formar el nou Estat de Gran Líban. El territori separat de Damasc correspon avui a la Vall de la Bekaa o Biqa, a l'est del Líban. Damasc, i més tard Síria, contínuament va protestar per la separació d'aquestes terres i van mantenir l'exigència de recuperació al llarg del mandat. La població d'aquestes comarques, que era majoritàriament musulmana, també va protestar per la separació de Damasc i la unió al Mont Líban.

## Federació Siriana i Estat de Síria
El 22 de juny de 1922, general Gouraud va anunciar una Unió d'estats de Síria, que finalment va ser la Federació Siriana que incloïa els estats de Damasc, Alep, Alawites i Souaida; el sandjak autònom d'Alexandreta formava part de l'estat d'Alep. El 1924 l'estat dels Alawites i Souaida es van separar de nou i la Federació Siriana es va convertir en l'Estat de Síria l'1 de gener de 1925.

## Població
| Distribució general de la població a l'Estat de Damasc segons el cens francès de 1921-22 |           |             |
| Religió                                                                                  | Habitants | Percentatge |
| Sunnita                                                                                  | 447.000   | 75.1%       |
| ismailita                                                                                | 8.000     | 1.3%        |
| Alauita                                                                                  | 5.000     | 0.8%        |
| Drusa                                                                                    | 4.000     | 0,7%        |
| Mutawali                                                                                 | 9.000     | 1,5%        |
| cristiana                                                                                | 67.000    | 11.3%       |
| Jueva                                                                                    | 6.000     | 1.1%        |
| Estrangers                                                                               | 49.000    | 8.2%        |
| Total                                                                                    | 595.000   | 100%        |